# Гурциева, Маргарита Касполатовна
Маргарита Касполатовна Гурциева (15 апреля 1988 года) — российская самбистка и дзюдоистка, чемпионка и призёр чемпионатов России по дзюдо, призёр чемпионатов России по самбо, чемпионка Европы по самбо, мастер спорта международного класса России. Неоднократная чемпионка России и мира по борьбе на поясах. Выпускница Брянского государственного университета. Выступает за клуб «Динамо» (Владикавказ). Член сборной команды страны с 2009 года.

## Спортивные достижения
- Чемпионат России по дзюдо 2007 года — ;
- Чемпионат России по дзюдо 2008 года — ;
- Чемпионат России по дзюдо 2009 года — ;
- Чемпионат России по самбо среди женщин 2012 года — ;
- Чемпионат Европы по самбо 2012 года — ;
- Чемпионат России по дзюдо 2015 года — ;
- Чемпионат России по самбо 2016 года — .
- Чемпионат Европы по самбо 2016 — ;

Участвовала в чемпионате мира по дзюдо 2010 года, где не дошла до финальной стадии. Участница Универсиады 2013 года в Казани.